# Troisième circonscription de la préfecture de Hiroshima
La troisième circonscription de la préfecture de Hiroshima (広島県第3区, Hiroshima-ken dai-san-ku) est l'une des six circonscriptions législatives que compte la préfecture de Hiroshima au Japon.

## Description géographique
Entre 1994 et 2013, la troisième circonscription de la préfecture de Hiroshima regroupait les arrondissements d'Asaminami et Asakita de la ville de Hiroshima et les districts de Yamagata et Takata (ja).
Entre 2013 et 2022, elle réunissait les arrondissements d'Asaminami et Asakita de la ville de Hiroshima, la ville d'Akitakata et le district de Yamagata.
Depuis 2022, elle comprend les mêmes unités administratives ainsi que l'arrondissement d'Aki de la ville de Hiroshima,.

## Députés
| Législature | Début de mandat | Fin de mandat | Député élu              | Parti politique | Parti politique |
| ----------- | --------------- | ------------- | ----------------------- | --------------- | --------------- |
| 41e         | 1996            | 2000          | Katsuyuki Kawai (ja)    |                 | PLD             |
| 42e         | 2000            | 2003          | Yoshitake Masuhara (ja) |                 | SE              |
| 43e         | 2003            | 2005          | Yoshitake Masuhara (ja) |                 | PLD             |
| 44e         | 2005            | 2009          | Katsuyuki Kawai         |                 | PLD             |
| 45e         | 2009            | 2012          | Hiroaki Hashimoto (ja)  |                 | PDJ             |
| 46e         | 2012            | 2014          | Katsuyuki Kawai         |                 | PLD             |
| 47e         | 2014            | 2017          | Katsuyuki Kawai         |                 | PLD             |
| 48e         | 2017            | 2021          | Katsuyuki Kawai         |                 | PLD             |
| 49e         | 2021            | 2024          | Tetsuo Saitō            |                 | Kōmeitō         |
| 50e         | 2024            | -             | Tetsuo Saitō            |                 | Kōmeitō         |